# Lijst van burgemeesters van Avenhorn
Dit is een lijst van burgemeesters van de voormalige Nederlandse gemeente Avenhorn in de provincie Noord-Holland totdat deze gemeente door samenvoeging op 1 januari 1979 ophield te bestaan.
| Ambtsperiode | Naam burgemeester         | Partij of stroming | Bijzonderheden                               |
| ------------ | ------------------------- | ------------------ | -------------------------------------------- |
| 18?? - 1845  | A. Langerhuizen van Uven  |                    |                                              |
| 1845 - 1855  | Pieter Jacobsz. Spaans    |                    |                                              |
| 1856 - 1866  | Pieter Cornelisz. Spaans  |                    |                                              |
| 1866 - 1882  | Arie Bakker               |                    |                                              |
| 1882 - 1902  | Cornelis Pietersz. Spaans |                    |                                              |
| 1902 - 1918  | Cornelis Wijdenes Spaans  |                    |                                              |
| 1918 - 1937  | Jan Groot                 |                    |                                              |
| 1938 - 1962  | Egbert Jan Diepeveen      |                    |                                              |
| 1962 - 1979  | Jan Cornelisse            | KVP                | Vanaf 1968 tevens burgemeester van Oudendijk |